# 1720-ті до н. е.

## Події
- Правління фараонів XIII та XIV династій в Стародавньому Єгипті.
- Ассирія позбувається залежності від аморейських правителів Вавилону.